# Tropi
Carlos Carbonell Gil (Valencia, 12 mei 1995) – bekend als Tropi – is een Spaans voetballer die bij voorkeur als defensieve middenvelder speelt. Hij stroomde in 2015 door vanuit de jeugd van Valencia CF.

## Clubcarrière
Tropi werd geboren in Valencia en sloot zich op zevenjarige leeftijd aan in de jeugdopleiding van Valencia CF. Op 20 maart 2015 debuteerde hij in de Primera División als invaller tegen Elche CF. Op 5 december 2015 speelde de verdedigende middenvelder zijn tweede wedstrijd voor Valencia. In de thuiswedstrijd tegen FC Barcelona mocht hij vlak voor affluiten invallen voor Santi Mina.